# Intervallumon értelmezett függvények
A matematikai analízisben, közelebbről a valós analízisben alapvető szerepet töltenek be az intervallumon értelmezett függvények és a rájuk vonatkozó tételek.

## Intervallumon folytonos függvények

### Zérushely
Egy intervallumon értelmezett folytonos függvény zérushelyének létezésére ad elégséges feltételt a Bolzano-tétel. Eszerint
Intervallumon értelmezett, negatív és pozitív értékeket is felvevő, folytonos függvénynek van zérushelye.

### Közbülső értékek
A Bolzano-tétel néhány következménye az intervallumon folytonos függvények azon személetes tulajdonságával foglalkozik, hogy két pont között mikor vesz fel minden értéket egy függvény, azaz mikor Darboux-tulajdonságú. A Bolzano–Darboux-tétel szerint
Intervallumon értelmezett folytonos függvény, két különböző helyettesítési értéke között minden érteket felvesz.

### Szélsőértékek
Weierstrass-tétel azt mondja ki, hogy:
Korlátos és zárt intervallumon értelmezett folytonos függvénynek van minimuma és maximuma.
Szorosan ehhez a tételhez kapcsolódik az a topologikus jellegű tétel, miszerint
Kompakt halmazon (így korlátos és zárt intervallumon) értelmezett folytonos függvény képe kompakt.

### Egyéb folytonossági tulajdonságok
Heine-tétel:
Korlátos és zárt intervallumon értelmezett folytonos függvény egyenletesen folytonos.
Sokszor fontos lehet hogy milyen feltételek esetén lesz egy ilyen függvény Lipschitz-tulajdonságú:
Korlátos és zárt intervallumon értelmezett differenciálható, korlátos deriváltú függvény Lipschitz-tulajdonságú.
Egy ennél is speciálisabb feltétel:
Ha az f korlátos és zárt intervallumon értelmezett függvény integrálfüggvénye valamely Riemann-integrálható függvénynek, akkor f Lipschitz-tulajdonságú és abszolút folytonosság.

## Intervallumon differenciálható függvények

### A derivált zérushelye
A deriváltfüggvény zérushelyének létezéséhez szükséges feltételt szab a szélsőértékekre vonatkozó Fermat-tétel:
Ha egy nyílt intervallumon értelmezett, valamely u pontban differenciálható függvénynek u-ban szélsőértéke van, akkor f '(u) = 0.
A deriváltfüggvény zérushelyének létezéséhez elégséges feltételt szab a Rolle-féle középértéktétel:
Korlátos és zárt intervallumon értelmezett folytonos, a belső pontokban differenciálható függvény deriváltfüggvényének zérushelye van az intervallum egy belső pontjában, ha a két végpontban felvett függvényérték megegyezik.

### Középértéktételek
Az említett Rolle-tétel, valamint a Lagrange-féle középértéktétel (mely sok helyen, például a Newton–Leibniz-tétel igazolásakor alkalmazható) és a Cauchy-féle középértéktétel (melyet például a L’Hospital-szabály bizonyításakor használnak).

### Közbülső értékek
Differenciálható függvény deriváltfüggvénye ugyan nem feltétlenül folytonos, de Darboux-tulajdonságú. Ezt mondja ki a Darboux-tétel:
Differenciálható függvény deriváltfüggvénye az értelmezési tartományában lévő intervallumot intervallumba képezi.

### A derivált szélsőértéke
Erre vonatkozóan általános tétel nincs, de ha érvényes az a nem túl erős követelmény, hogy a függvény folytonosan differenciálható, akkor a derivált értelmezési tartományának egy kompakt részhalmazára alkalmazható Weierstrass-tétel.

## Riemann-integrálható függvények
Korlátos és zárt intervallumon értelmezett függvények Riemann-integrálhatóságára Henry Lebesgue fogalmazott meg szükséges és elégséges kritériumot:
Korlátos és zárt intervallumon értelmezett függvény akkor és csak akkor Riemann-integrálható, ha korlátos és szakadási pontjainak halmaza Lebesgue-nullmértékű. 